# Município de Vermillion (condado de Ashland, Ohio)
O município de Vermillion (em inglês: Vermillion Township) é um município localizado no condado de Ashland no estado estadounidense de Ohio. No ano de 2010 tinha uma população de 2.618 habitantes e uma densidade populacional de 27,16 pessoas por km².

## Geografia
O município de Vermillion encontra-se localizado nas coordenadas 40° 45′ 50″ N, 82° 16′ 37″ O. Segundo a Departamento do Censo dos Estados Unidos, o município tem uma superfície total de 96.4 km², da qual 96,2 km² correspondem a terra firme e (0,21 %) 0,2 km² é água.

## Demografia
Segundo o censo de 2010, tinha 2.618 habitantes residindo no município de Vermillion. A densidade populacional era de 27,16 hab./km². Dos 2.618 habitantes, o município de Vermillion estava composto pelo 98,4 % brancos, o 0,34 % eram afroamericanos, o 0,04 % eram amerindios, o 0,23 % eram asiáticos, o 0,19 % eram insulares do Pacífico e o 0,8 % eram de uma mistura de raças. Do total da população o 0,31 % eram hispanos ou latinos de qualquer raça.